# Parlamentní volby ve Španělsku v listopadu 2019

Rozdělení mandátů v Kongresu poslanců po volbách 11/2019. Zleva dole: CUP-PR, EH Bildu, BNG, Unidas Podemos, Más País, ERC-Sobiranistes, PSOE, PRC, ¡Teruel Existe!, CCa–PNC–NC, EAJ-PNV, JxCat–Junts, C's, CCa–PNC, NA+, PP, Vox.

Rozdělení mandátů v Senátu po volbách 11/2019. Zleva dole: EH Bildu, Izquierda Confederal, ERC-Sobiranistes, GBai, PSOE, ASG, PRC, ¡Teruel Existe!, EAJ-PNV, JxCat–Junts, PAR, C's, CCa–PNC, NA+, PP, Vox.

Parlamentní volby ve Španělsku v listopadu 2019 se konaly v neděli 10. listopadu. Ve volbách se obsazovalo všech 350 křesel v Kongresu poslanců a 208 z 266 křesel v Senátu. Volby se konaly sedm měsíců po volbách v dubnu 2019 a opět se tak jedná o volby předčasné. Volby byly vyhlášeny dle španělské ústavy poté, co Pedro Sánchez nezískal v červenci 2019 pro svou vládu důvěru Parlamentu. Neschopnost vyjednat koalici a například levicové spojení socialistů s Podemos vedlo k rozštěpení volební aliance Unidas Podemos, kdy se odštěpila madridská buňka Más Madrid, která vstoupila do nové volební aliance Más País.
První místo ve volbách obhájila Španělská socialistická dělnická strana Pedra Sáncheze se 120 mandáty (28 % hlasů), čímž oproti minulým volbám zratil pouze 3 mandáty. Na druhém místě skončila Lidová strana Pabla Casada, který oproti dubnovým volbám přesvědčil více voličů a vydobyl 23 nových mandátů (celkem 89 mandátů, 20,8 % hlasů). Na třetí místo se vyhoupla krajně pravicová strana Vox (52 mandátů, 15,1 % hlasů). Čtvrté místo obhájila levicová volební aliance Unidas Podemos, která ale ztratila dalších 7 mandátů (celkem získala 35 mandátů, 12,9 % hlasů).

## Výsledky
Do Kongrsu kandidovalo 61 uskupení. Celkově v něm zasedlo 16 uskupení (respektive 19 stran). Volební účast byla 66,23 %, tedy o téměř 10 % méně než v dubnových volbách.
První místo ve volbách obhájila Španělská socialistická dělnická strana Pedra Sáncheze se 120 mandáty (28 % hlasů), čímž oproti minulým volbám zratil pouze 3 mandáty. Na druhém místě skončila Lidová strana Pabla Casada, který oproti dubnovým volbám přesvědčil více voličů a vydobyl 23 nových mandátů (celkem 89 mandátů, 20,8 % hlasů). Na třetí místo se vyhoupla krajně pravicová strana Vox (52 mandátů, 15,1 % hlasů). Čtvrté místo obhájila levicová volební aliance Unidas Podemos, která ale ztratila dalších 7 mandátů (celkem získala 35 mandátů, 12,9 % hlasů). Dále se umístily strany ERC–Sobiranistes (13 mandátů), Ciudadanos (10 mandátů), Junts per Catalunya (8 mandátů), Partido Nacionalista Vasco (6 mandátů), Euskal Herria Bildu (5 mandátů), Más País (3 mandáty), Candidatura d'Unitat Popular (2 mandáty) a další.
Jako obvykle se projevilo úskalí přepočtu hlasu na mandáty kvůli celostátní/regionální kandidatuře stran. Katalánská volební aliance Esquerra Republicana de Catalunya získala za 880 000 hlasů 13 mandátů, zatímco celostátní strana Ciudadanosobdržela za téměř dvojnásobek hlasů mandátů jen 10. Celostátní aliance Más País získala za 580 000 hlasů 3 mandáty, zatímco regionální katalánská strana Junts per Catalunya za 530 000 hlasů obdržela mandátů 8. Více mandátů než Más País dostaly i další regionální strany i za výrazně méně hlasů - například baskické Euskal Herria Bildu stačilo na 5 mandátů dostat 277 000 hlasů. Celostátní strana Partido Animalista Contra el Maltrato Animal naopak za 228 000 hlasů nezískala mandát žádný. Regionální straně ¡Teruel Existe! z provincie Teruel však pro zisk 1 mandátu postačilo 19 000 hlasů, což znamenalo, že více hlasů než ona obdržela celkem tři uskupení, která se do Kongresu nedostala.

### Graf Kongres poslanců
| \| Výsledky voleb do Kongresu poslanců \| Výsledky voleb do Kongresu poslanců \| Výsledky voleb do Kongresu poslanců \| Výsledky voleb do Kongresu poslanců \| Výsledky voleb do Kongresu poslanců \| \| -------------------------------------------------------------------------------------------------------------- \| ----------------------------------- \| ----------------------------------- \| ----------------------------------- \| ----------------------------------- \| \| strana \| \| \| \| procento hlasů \| \| PSOE \| PSOE \| \| 28 % \| 28 % \| \| PP \| PP \| \| 20,81 % \| 20,81 % \| \| Vox \| Vox \| \| 15,08 % \| 15,08 % \| \| Podemos \| Podemos \| \| 12,86 % \| 12,86 % \| \| C's \| C's \| \| 6,80 % \| 6,80 % \| \| ERC-Sobiranistes \| ERC-Sobiranistes \| \| 3,63 % \| 3,63 % \| \| Más País \| Más País \| \| 2,40 % \| 2,40 % \| \| JxCat–Junts \| JxCat–Junts \| \| 2,19 % \| 2,19 % \| \| EAJ-PNV \| EAJ-PNV \| \| 1,56 % \| 1,56 % \| \| EH Bildu \| EH Bildu \| \| 1,14 % \| 1,14 % \| \| CUP \| CUP \| \| 1,02 % \| 1,02 % \| \| PACMA \| PACMA \| \| 0,94 % \| 0,94 % \| \| CCa–PNC \| CCa–PNC \| \| 0,51 % \| 0,51 % \| \| BNG \| BNG \| \| 0,50 % \| 0,50 % \| \| NA+ \| NA+ \| \| 0,41 % \| 0,41 % \| \| PRC \| PRC \| \| 0,28 % \| 0,28 % \| \| Recortes Cero–GV \| Recortes Cero–GV \| \| 0,14 % \| 0,14 % \| \| M+J \| M+J \| \| 0,11 % \| 0,11 % \| \| ¡Teruel Existe! \| ¡Teruel Existe! \| \| 0,08 % \| 0,08 % \| \| Volební účast: 66,23 % voličů Žádná jiná strana nezískala mandát ani nepřekročila podíl 0,08 % hlasů. Zdroj[1] \| \| \| \| \| |                  |  |         |                |
| Výsledky voleb do Kongresu poslanců |                  |  |         |                |
| strana |                  |  |         | procento hlasů |
| PSOE | PSOE             |  | 28 %    | 28 %           |
| PP | PP               |  | 20,81 % | 20,81 %        |
| Vox | Vox              |  | 15,08 % | 15,08 %        |
| Podemos | Podemos          |  | 12,86 % | 12,86 %        |
| C's | C's              |  | 6,80 %  | 6,80 %         |
| ERC-Sobiranistes | ERC-Sobiranistes |  | 3,63 %  | 3,63 %         |
| Más País | Más País         |  | 2,40 %  | 2,40 %         |
| JxCat–Junts | JxCat–Junts      |  | 2,19 %  | 2,19 %         |
| EAJ-PNV | EAJ-PNV          |  | 1,56 %  | 1,56 %         |
| EH Bildu | EH Bildu         |  | 1,14 %  | 1,14 %         |
| CUP | CUP              |  | 1,02 %  | 1,02 %         |
| PACMA | PACMA            |  | 0,94 %  | 0,94 %         |
| CCa–PNC | CCa–PNC          |  | 0,51 %  | 0,51 %         |
| BNG | BNG              |  | 0,50 %  | 0,50 %         |
| NA+ | NA+              |  | 0,41 %  | 0,41 %         |
| PRC | PRC              |  | 0,28 %  | 0,28 %         |
| Recortes Cero–GV | Recortes Cero–GV |  | 0,14 %  | 0,14 %         |
| M+J | M+J              |  | 0,11 %  | 0,11 %         |
| ¡Teruel Existe! | ¡Teruel Existe!  |  | 0,08 %  | 0,08 %         |
| Volební účast: 66,23 % voličů Žádná jiná strana nezískala mandát ani nepřekročila podíl 0,08 % hlasů. Zdroj |                  |  |         |                |

### Základní data
|                          | PSOE          | PP           | Vox              | Unidos Podemos         | ERC-Sobiranistes | C's           |
| ------------------------ | ------------- | ------------ | ---------------- | ---------------------- | ---------------- | ------------- |
| Volební lídr             | Pedro Sánchez | Pablo Casado | Santiago Abascal | Pablo Iglesias Turrión | Gabriel Rufián   | Albert Rivera |
|                          | Pedro Sánchez | Pablo Casado | Santiago Abascal | Pablo Iglesias Turrión | Gabriel Rufián   | Albert Rivera |
| Počet hlasů              | 6 792 199     | 5 047 040    | 3 656 979        | 3 119 364              | 880 734          | 1 650 318     |
| Počet procent            | 28 %          | 20,8 %       | 15,1 %           | 12,9 %                 | 3,6 %            | 6,8 %         |
| Počet mandátů            | 120           | 89           | 52               | 35                     | 13               | 10            |
| Předchozí volby (4/2019) | 28,3 % (123)  | 16,7 % (66)  | 10,3 % (24)      | 14,3 % (42)            | 3,9 % (15)       | 15,9 % (57)   |

### Graf Senát
Ve volbách do Senátu také vyhráli socialisté se ziskem 111 mandátů. Ovšem u mandátů, o které se soutěžilo ve volbách, ztratili 30 senátorů. O 29 si polepšila Lidová strana a o 2 Vox. Unidas Podemos tentokrát nezískali senátora žádného.

## Dopady voleb
Den po vyhlášení výsledků rezignoval na svou funkci předseda strany Ciudadanos Albert Rivera poté, co jeho strana ztratila 47 mandátů v Kongresu a třetinu svých mandátů v Senátu. Vedle rezignace prohlásil, že se vzdá svého místa poslance a odejde z politiky. Úspěch naopak zaznamenali lidovci, kteří získali zpět třetinu poslaneckých a téměř polovinu senátních mandátů, které ztratili v dubnových volbách. Krajně pravicová Vox více než zdvojnásobila svůj počet poslanců a získala také svý první zvolené senátory.
Socialisté okamžitě po volbách vyloučili velkou koalici s lidovci a začai hledat jinou cestu, jak se dostat z dlouhodobého povolebního patu. Dne 12. listopadu podepsali zástupci socialistů a Unidas Podemos koaliční smlouvu. Pokud by koalice získala důvěru Kongresu, jednalo by se o první španělskou koaliční vládu od přechodu k demokracii. Pro zisk většiny ovšem potřebují podporu malých regionálních stran.
Během listopadu 2019 schválili koalici straníci obou stran ve vnitrostranických referendech (vždy s více než 94% podporou).
Na začátku prosince se konalo první kolo vyjádření důvěry v Kongresu. Koalice získala 167 hlasů pro, 163 proti a 20 se zdrželo. Koalici podpořily zejména malé levicové strany. Koalice ovšem nedosáhla na potřebnou většinu 176 hlasů. Proto se muselo konat druhé kolo, kde již stačí prostá většina hlasů poslanců. Druhé kolo hlasování o důvěře proběhlo 7. ledna 2020. 167 poslanců bylo pro, 165 proti a 18 se zdrželo. Díky tomu byla důvěra vládě těsně udělena. Socialisté a Podemos tak utvořili první koaliční vládu v novodobých dějinách demokratického Španělska. Důvěry bylo dosaženo díky absenci poslanců ze sociálně demokratické separatistické strany Esquerra Republicana de Catalunya, která se se socialisty dohodla na znovuotevření otázky autonomie Katalánska (v návaznosti na politickou krizi regionu z roku 2017). Hlasování se zdrželi také poslanci baskické levicové a separatistické strany EH Bildu. Pro vládu se vyjádřila, vedle socialistů a volební aliance Unidas Podemos, také Baskická národní strana (PNV). Kvůli tomu pravicová opozice kritizovala, že se Sánchez dostal k moci za pomoci separatistů, což současně bude neustále ohrožovat jeho křehkou většinu v parlamentu.